# Ravine de l'Ermitage
La Ravine de l'Ermitage est une ravine de l'île de La Réunion, département d'outre-mer français dans le sud-ouest de l'océan Indien. Le cours d'eau intermittent qui y a son lit coule de l'est vers l'ouest sur le territoire de la commune de Saint-Paul.

## Géographie
De 6,6 km de longueur, la Ravine de l'Ermitage a son embouchure au lieu-dit l'Ermitage Les Bains sur la Plage de l'Ermitage, sur la commune de Saint-Paul. Elle prend sa source sous la route Hubert Delisle à 766 m d'altitude.

### Bassin versant
La ravine de l'Ermitage traverse une seule zone hydrographique 'Secteur ouest' (4051).

## Affluents
La Ravine de l'Ermitage n'a pas d'affluent référencé au SANDRE. Néanmoins Géoportail signale en rive gauche le Bras de l"Ermitage. Son rang de Strahler est donc de deux.